# CP Кормы
CP Кормы (лат. CP Puppis), новая Кормы 1942 г — яркая новая, вспыхнувшая в созвездии Кормы в 1942 г. До вспышки обладала видимой звёздной величиной 17, в момент вспышки достигла видимой звёздной величины −0,2, затем произошло резкое падение блеска. Спустя 14 лет была обнаружена оболочка, сброшенная звездой при вспышке, что позволило оценить расстояние до звезды. Скорректированная оценка расстояния, полученная в 2000 г, составила 3720 св. лет (1140 пк).
Вспышку новой можно объяснить следствием аккреции вещества на белый карлик со звезды-компаньона, являющейся, вероятно, маломассивной звездой главной последовательности. Орбитальный период данной тесной двойной системы составляет 1,47 часа, что является одним из наименьших периодов для известных классических новых. Остальные параметры системы остаются неизвестными, но наблюдения излучения системы в рентгеновском диапазоне показывают, что масса белого карлика превышает массу Солнца по крайней мере в 1,1 раза.